# Movimiento Humanista

La Banda de Moebius, símbolo del Partido Humanista, uno de los organismos impulsionados por el MH.

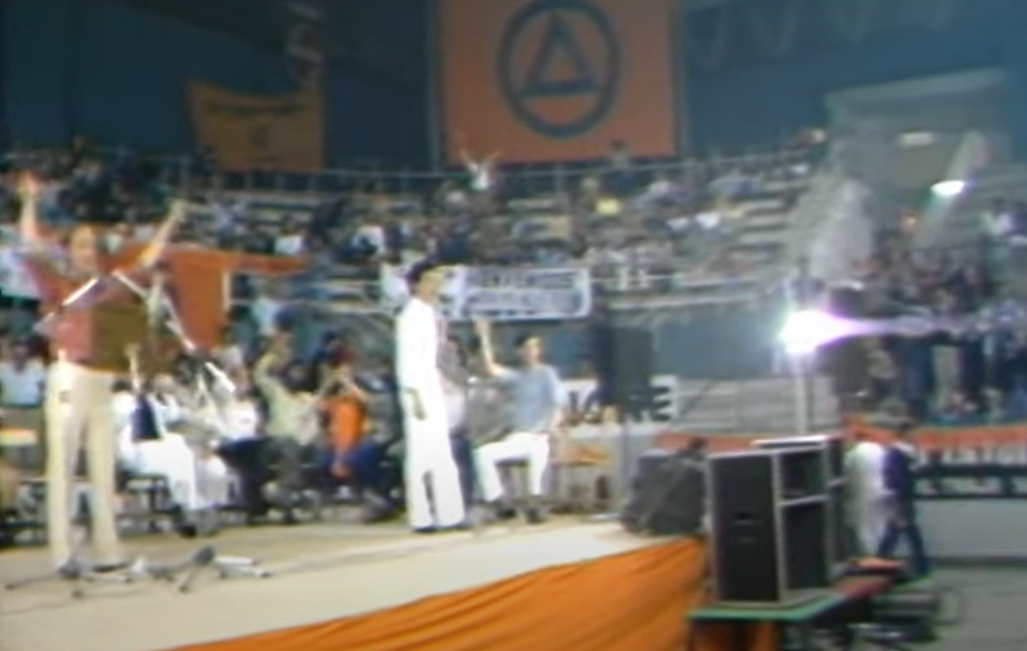
Acto público del Movimiento Humanista, Madrid, España, 27 de septiembre de1981

El Movimiento Humanista es una corriente de pensamiento, también conocido por la ideología en la que se basa, denominada Nuevo Humanismo o Humanismo Universalista y en algunos países como Movimiento Siloísta o simplemente Humanismo, por el seudónimo de su fundador y principal exponente, el filósofo y escritor argentino Mario Rodríguez Cobos, más conocido como Silo. El Movimiento Humanista tuvo su primera actividad pública el 4 de mayo de 1969 con una exposición de Silo, conocida como “La Arenga de la Curación del Sufrimiento”; dada en un paraje de la Cordillera de los Andes llamado Punta de Vacas, cerca de la frontera entre Argentina y Chile. Diecisiete años más tarde, a mediados de 1986, Silo dio una importante conferencia en La Casa Suiza de la ciudad de Buenos Aires, en la que comunicó sus propuestas para solucionar la crisis mundial (la fecha de la conferencia no habría sido elegida al azar, el 6/6/1986 que simboliza el número 666, ya que la suma, en númerología, de 1986 resulta por reducción en 6).
Con presencia en numerosos países, el Movimiento Humanista nació como una organización internacional ocupada en el cambio personal en función de la transformación social simultáneos, en América, Europa, África y Asia.
El Movimiento Humanista tiene como principal objetivo "Humanizar la Tierra", nombre del primer libro de Silo de circulación masiva publicado en numerosos idiomas. Humanizar la Tierra implica resolver los grandes problemas humanos, tanto del individuo como de la sociedad, para lo cual propone el llamado «humanismo universalista», que pone al ser humano como valor central y a la no violencia activa como metodología de acción. 
El Movimiento Humanista no es una institución, aunque ha dado lugar a numerosas agrupaciones y organizaciones. Tampoco pretende hegemonizar a las distintas corrientes humanistas y humanitaristas, diferenciándose muy claramente de todas ellas ya que ―aunque las considera un esfuerzo loable― cree que no se enfocan a modificar las estructuras que generan los males que ellas remedian. En todo caso, establece relaciones puntuales con todas las agrupaciones progresistas sobre la base de criterios de no discriminación, reciprocidad y convergencia de la diversidad.

## Doctrina

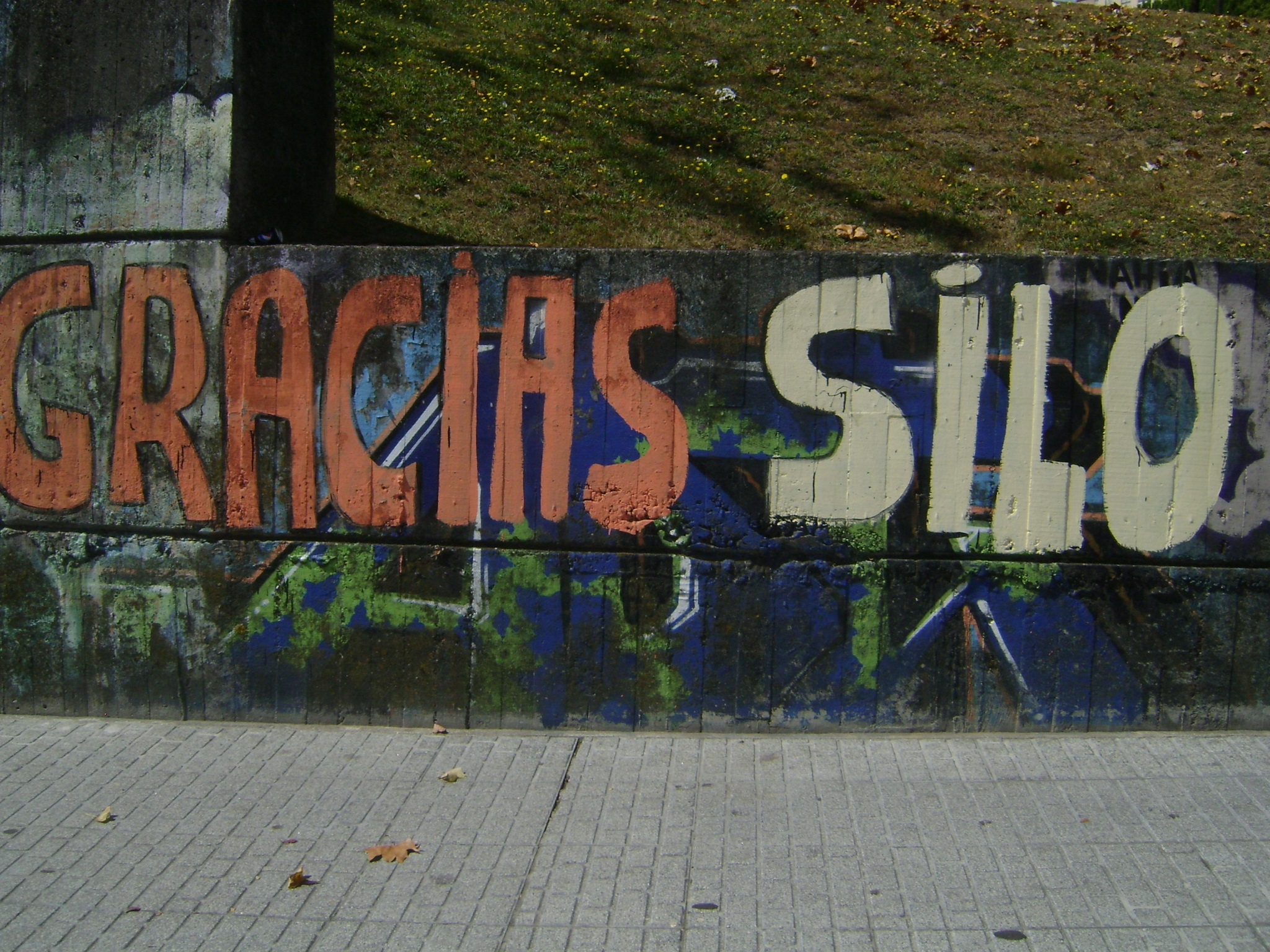
Grafiti en La Coruña, España en apoyo a Silo, fundador del Movimiento Humanista.

El Movimiento Humanista es una corriente de opinión formada por quienes coinciden en puntos básicos respecto al ser humano y a la acción a desarrollar para orientar cambios positivos en el individuo y la sociedad. También se llama así al conjunto de personas que participan de las propuestas del Nuevo Humanismo plasmadas en el Documento del Movimiento Humanista.
La filosofía humanista se inspira en la doctrina siloísta en donde el ser humano aparece abierto al mundo, con intencionalidad para actuar sobre su propio destino y el lema central de «nada por encima del ser humano y ningún ser humano por debajo de otro».

### Los seis puntos del humanismo
Estos seis puntos del humanismo constituyen la base de su doctrina social y de su compromiso de acción en el mundo.
- Propicia la ubicación del ser humano como valor y preocupación central, de tal modo que nada esté por encima del ser humano, ni que un ser humano esté por encima de otro.
- Afirma la igualdad de todas las personas y trabaja por la superación de la simple formalidad de iguales derechos ante la ley avanzando hacia un mundo de iguales oportunidades para todos.
- Reconoce la diversidad personal y cultural afirmando las características propias de cada pueblo y condenando toda discriminación que se realice en razón de las diferencias económicas, sexuales, raciales, étnicas y culturales.
- Auspicia toda tendencia al desarrollo del conocimiento por encima de las limitaciones impuestas al pensamiento por prejuicios aceptados como verdades absolutas o inmutables.
- Afirma la libertad de ideas y creencias.
- Repudia no solamente las formas de la violencia física sino todas las otras formas de violencia económica, racial, sexual, religiosa, moral y psicológica, como situaciones cotidianas arraigados en todas las regiones del mundo.

### El Instituto Tokarev
El Instituto Tokarev es parte del Centro Mundial de Estudios Humanistas-uno de los organismos del Movimiento Humanista, inspirado en el Nuevo Humanismo expuesto por Silo. Su sitio web es silo.net.
Su mayor área de influencia está 
en Chile, y sus miembros están asociados al Parque de Estudio y Reflexión Los Manantiales, ubicado en la Provincia de Valparaíso, en Chile.
El nombre de la institución  está inspirado en el libro El informe Tokarev, de Salvatore Puledda, una novela de futurismo-ficción, material de trabajo de la escuela siloísta inspirada en los trabajos del psiquiatra norteamericano John C. Lilly.
Los intereses del Instituto Tókarev son variados y pueden ser esquematizados del siguiente modo:
El Nuevo Humanismo en relación con el momento actual.
Estudios generacionales, historiográficos y psicosociales basados en la doctrina social del Nuevo Humanismo.
Investigaciones con respecto a la relación entre Ciencia y Mística.
Estudios de anomalías de conciencia y modificación.

## Áreas de trabajo
El Movimiento Humanista organiza varias iniciativas a través de sus organismos y frentes de acción. Los organismos del Movimiento Humanista y sus principales temas son:
- La Comunidad para el Desarrollo Humano: transformación social en función del cambio personal.
- Convergencia de las Culturas: intercambio entre las diferentes culturas y promoción de la tolerancia.
- Partido Humanista: organización política para la movilización social y la participación electoral.
- Mundo Sin Guerras y Sin Violencia: oposición no violenta al armamentismo, a las armas nucleares, y a todas las guerras.
- Centro Mundial de Estudios Humanistas: estudio de las bases para una fundamentación intelectual y filosófica del nuevo humanismo.

## Historia
A finales de los años sesenta, Silo organiza un grupo para estudiar el fenómeno de la crisis que asomaba en el mundo. Este grupo, como otros organizados en torno a sus escritos, crece y se desarrolla hasta la formación del Movimiento Humanista.
Los materiales oficiales del grupo dicen que el Movimiento Humanista nació el 4 de mayo de 1969, con la charla «La curación del sufrimiento» dada por Silo en Punta de Vacas (Argentina). A causa de la dictadura militar impuesta en aquel tiempo, el evento se permitiría siempre y cuando se realizara lejos de las ciudades, por lo que Silo buscó un emplazamiento en las inmediaciones del Aconcagua, en los Andes argentinos.
Después de la represión inicial y las consiguientes campañas de desinformación, el grupo crece por toda Latinoamérica. Este crecimiento se ve aún más favorecido a causa del exilio, forzado o voluntario, al que algunos de sus miembros se abocan en otros países de Europa, Asia o América. En una monografía sobre el Movimiento Humanista realizada en la Universidad ARCIS (Universidad de Arte y Ciencias Sociales) se describe el contexto en el que se empezó a desarrollar el Movimiento Humanista:

“…Entonces (1972) la derecha nos acusaba de ser agentes del Kremlin y [el periódico] El Mercurio de ser hermanos del MIR. El Gobierno, por su parte, nos acusaba de ser agentes de la CIA y de distraer a la juventud comprometida hacia cosas enajenantes (el desarrollo personal). La Iglesia nos acusaba de ateos. Ante tal contradicción, los jóvenes más avispados venían al Movimiento diciendo: no pueden ustedes ser tantas cosas al mismo tiempo, expliquen de qué se trata… Los libros de referencia eran el Manual del poder joven y La mirada interna.
Hacia fines de 1972, tras un análisis de la situación política latinoamericana, vimos que, siguiendo su tendencia, los USA provocarían un golpe probablemente entre septiembre y octubre de 1973. Entonces, los más conocidos siloístas nos dispusimos a salir de Chile antes de junio de 1973. Ese verano estudiamos, hicimos el plan de salida y dispersión por el mundo, separándonos de 4 por zonas y países. En efecto, un grupo de unos 40 chilenos salimos antes de junio rumbo a Perú, Brasil, Venezuela, México, California, Nueva York, España, Italia, Francia, Inglaterra y Filipinas. Al cabo de un año, se sumaron otros chilenos y unos cuantos argentinos empujados por la dictadura trasandina (Dios escribe derecho con líneas torcidas). Luego empezaron a salir los siloístas exiliados de ambos lados. Así llegamos a casi todos los países europeos, latinoamericanos, Canadá, Hong Kong y la India…”.
Comunicación personal con Gonzalo García Huidobro
(antiguo miembro del grupo fundador del movimiento en Chile), en 2006

En 1975, un centenar de miembros de diferentes países se reunieron en la isla griega de Corfú para acordar propuestas y objetivos y establecer los rudimentos de una organización que sería experimentada durante los siguientes cuatro años.
En torno a 1980 el Movimiento ya estaba funcionando en cerca de cuarenta y dos países. En 1981, la Comunidad para el Desarrollo Humano organizó una serie de conferencias en diversos países de Europa y Asia. Dos de los libros oficiales, La mirada interna y el Libro de la comunidad, empiezan a ser publicados y traducidos a muchos idiomas.
En 1983 el Movimiento se estructuró en «consejos (ver el capítulo sobre la «antigua estructura organizativa») y se definió la forma estructural en un texto llamado Las normas. En 1984 se fundó el Partido Humanista y poco más tarde la rama política ecologista, que pasaría por diferentes nombres debido al conflicto con los partidos verdes ambientalistas.
Tras el lanzamiento de la Internacional Humanista en 1989, se volvió a la estrategia de fortalecer el Movimiento Humanista y desarrollar su forma organizativa. Con el objetivo del arraigo en el punto de mira, se abrieron Centros de comunicación y se publicaron cientos de periódicos y revistas vecinales en todo el mundo.
En 1993 se publicó el "Documento del Movimiento Humanista", base ideológica de la organización. Ese mismo año, tuvo lugar en Moscú el primer Foro Humanista y se fundó el Centro Mundial de Estudios Humanistas.
Para 1995 el Movimiento se encaminó hacia el crecimiento masivo, con la apertura de cien nuevos países en África, Asia y el Caribe. Posiblemente, este fue el motivo de crear el Centro de las Culturas, posteriormente llamado Convergencia de las Culturas (para diferenciarlo del Centro Mundial de Estudios Humanistas). Además, se creó en España un frente de acción llamado en los inicios "Mundo sin Guerras", que se convertiría en uno de los cinco organismos del movimiento.

### Parques de Estudio y Reflexión
Desde  2005, el Movimiento Humanista se abocó a la construcción de Parques de Estudio y Reflexión en una veintena de países, inicialmente en Argentina, Chile, Italia y España. De ellos se explica que son espacios abiertos al estudio y la reflexión para profundizar en uno mismo y favorecer la no discriminación, el afecto y la reciprocidad en el trato a los demás.
Entre sus principales objetivos está el de fortalecer experiencias que favorezcan la solidaridad y el intercambio entre aquellas personas interesadas en la superación del sufrimiento y la violencia personal y social, destacándose los contenidos y trabajos que tienen que ver con el desarrollo y la práctica de la no violencia.
El primero en construirse, el Parque Punta de Vacas, fue llamado el Parque histórico dado que es el lugar en el que Silo dio la charla fundacional del Movimiento Humanista en 1969. Los demás parques, que a finales de 2010 sumaban unos treinta, se encuentran diseminados por los cinco continentes.

### Marcha Mundial por la Paz y la No-Violencia
Del 2 de octubre de 2009 al 2 de enero de 2010, la Marcha Mundial por la Paz y la No-Violencia recorre el mundo desde Nueva Zelanda a Argentina, pasando por más de cien países y pidiendo:
- El desarme nuclear a nivel mundial.
- El retiro de las tropas invasoras en los territorios ocupados.
- La firma de tratados de no agresión entre países.
- El desarme progresivo y proporcional de armamento convencional.
- La renuncia de los gobiernos a utilizar las guerras como método de resolución de conflictos.

Una de las principales reivindicaciones de la Marcha era que se incluyera ese último punto en las constituciones de todos los países ya que solo está reflejado en el artículo 9 de la Constitución de Japón y en el artículo 10 de la Constitución de Bolivia.
Aunque la Marcha Mundial fue una iniciativa del organismo Mundo Sin Guerras y sin Violencia, cientos de organizaciones se implicaron en su desarrollo, siendo apoyadas por miles de voluntarios y personalidades públicas de todo el mundo, entre los que se encuentran numerosos premios nobel, políticos, artistas, deportistas, escritores, etc.

## Organización
La forma organizativa del Movimiento Humanista estuvo en constante cambio. En 2009 se disolvió la organización, quedando en los organismos y los frentes de acción la responsabilidad de representar los intereses del Movimiento Humanista en diversos campos del quehacer humano. A finales de 2010, habiendo sido disuelta la organización aplicada anteriormente, el Movimiento Humanista está constituido por aquellas personas que adhieren al Documento del Movimiento Humanista (1993) sin lazos organizativos formales.

### Antigua estructura organizativa
La organización vigente hasta agosto de 2009 estaba formada por delegados de grupo, delegados de equipo, delegados generales, coordinadores y coordinadores generales, en grupos o equipos de unas diez personas.
El miembro de estructura era considerado tal si cumplía con los requisitos de asistir a la reunión semanal, participar en la colecta económica semestral y practicar el "trabajo personal" con el fin de aprender la metodología de la no violencia activa. También podían existir las funciones de orientador, apoyo y administrativo con el fin de lograr un mejor desempeño de la actividad.
Para equilibrar la proporción de mujeres accediendo a los más altos niveles de la estructura, se había decidido que las mujeres solo deberían cumplir el 70% de los requisitos pedidos en un varón.
Este sistema se creó y se formalizó en los años ochenta, cuando se vio la necesidad de crear un sistema que no dependiera de ningún individuo específico, teniendo sus propios mecanismos de seguir adelante en caso de pérdida del orientador.

### Coordinación internacional
El Movimiento Humanista era orientado por una asamblea que se reunía una vez al año, en la que toman parte todos los coordinadores generales.
Cada consejo tenía libertad de acción para desarrollar sus procesos de acuerdo con la interpretación de las necesidades del medio en el que participaban, aunque debía seguir una estrategia general acordada en la reunión anual. En un mismo país podía haber presencia muchos consejos y cada consejo podía estar presente en varios países, pero solo se coordinaban a nivel nacional para el desarrollo de los organismos.

### Financiamiento
La financiación del Movimiento Humanista era para el mantenimiento mínimo de las condiciones de la organización con autonomía para la realización de las actividades, sin que ninguno de sus miembros recibiera remuneración por su militancia. Sin embargo, había una cuota semestral en la que cada persona aportaba un valor aproximado al salario mínimo de un día en el país. Por ejemplo, el año 2006, los miembros del Movimiento Humanista en Colombia hacían un aporte de 6,00 dólares estadounidenses, en Senegal de 2,00 dólares, mientras que en Chile era de 20,00 dólares y en España de 70,00 euros.
El reparto de la colecta se hacía distribuyendo un 25% por cada nivel organizativo, pudiendo disponer libremente del destino de esos fondos que se solían utilizar para los gastos comunes (mantenimiento de locales, viajes, edición de materiales, etc.). La asamblea (formada por el máximo nivel organizativo, o sea los coordinadores generales) no contaba con fondos propios.
La colecta era voluntaria y por tanto no había ningún tipo de sanción oficial para quienes no hicieran su aporte, aunque la mayoría de los activistas del Movimiento entregaban su cuota, porque esta era entendida como una demostración de compromiso.

### Disolución
En agosto de 2009 la estructura se disolvió, quedando la participación en el Movimiento Humanista a través de sus cinco organismos:
- la Comunidad para el desarrollo humano,
- el Partido Humanista,
- Convergencia de las Culturas,
- el Centro Mundial de Estudios Humanistas y
- Mundo Sin Guerras y Sin Violencia.

Estos organismos tienen equipos coordinadores nacionales y mundiales, cuyos miembros son elegidos por votación directa de todos los miembros participantes en el organismo.
Al quedar disuelta la forma organizativa del Movimiento Humanista, se anuló también la colecta financiera. A partir de ese momento, los cinco organismos surgidos del movimiento fueron autónomos económicamente, quedando una colecta anual, de un valor decidido por los miembros del organismo en cada país, distribuyéndose un 25% al equipo de coordinación internacional, otro 25% al equipo de coordinación nacional y un 50% al equipo de base.

## Críticas y controversia
La historia del Movimiento Humanista no ha estado exenta de conflictos con individuos y con otras organizaciones.
Durante los años sesenta, en Argentina, los grupos iniciales llamados el “Poder Joven” tuvieron problemas con la Iglesia católica y también estuvieron bajo el punto de mira de la policía y las dictaduras militares de Argentina y Chile. Hubo muchos encarcelados (bajo la acusación de alteración del orden público), dos miembros del Movimiento asesinados y un intento de asesinato sobre la persona de Silo.
Posteriormente, con la creación de la rama verde del humanismo tuvieron bastante oposición en Italia, España, EE. UU., Gran Bretaña y Alemania. Algunos militantes de Los Verdes interpretaron que el Movimiento Humanista se oponía al ambientalismo, puesto que consideraba a la humanidad y no la naturaleza en el centro del debate. El tema, desde el punto de vista humanista, era que la explotación medioambiental ocurre porque la sociedad persigue valores (como el dinero, el crecimiento económico, etc.) que se colocan por encima del ser humano. Y desde el punto de vista del Partido Verde era la supuesta suplantación de identidad por parte de un partido no reconocido por sus instancias europeas.
En Gran Bretaña y los EE. UU. ha habido cierta confusión entre el Movimiento Humanista y diversas organizaciones que promueven un humanismo secular, como la Asociación Humanista Británica y la Asociación Humanista Americana.
En casi todos los casos la controversia sobre la organización se ciñe a la descalificación del grupo con la suposición de ser una secta, sin aparecer otro tipo de críticas en terrenos ideológicos, sociales o políticos. De hecho, a pesar del trasfondo sectario que se ha atribuido al Movimiento Humanista, no constan denuncias ni procesos judiciales en su contra o en contra de sus miembros. Asimismo, la mayoría de páginas web críticas con el Movimiento Humanista se limitan a recoger experiencias personales negativas y testimonios de detractores, a veces plagados de insultos, a veces vertiendo acusaciones de delito o levantando sospechas sin concretar nada.
Los miembros del Movimiento refutan esta reiterada caracterización de secta como rumores infundados, en algunos casos, y difamaciones intencionadas, en otros, que surgen de diversos ámbitos y que alcanzan a sus rivales tanto como a sectores más cercanos. Mantienen que han sido objeto de persecución política desde sus orígenes, cuando sus miembros eran arrestados a centenares y encarcelados en la Argentina y el Chile de los años setenta, y aseguran que aquellas acusaciones se extienden hasta hoy.
Invitado a dar una conferencia en la Cumbre de los Premios y Organizaciones Nobel de la Paz en Berlín, año 2009, Silo expuso en ella lo siguiente: "Por otra parte, no debemos dejar pasar algunos tópicos que hacen a la comprensión de nuestras actividades en el campo de la No violencia, porque es evidente que la prevención negativa hacia nosotros ha nacido y se ha desarrollado en Sudamérica durante las luchas no violentas sostenidas contra las dictaduras militares. Es muy claro que la discriminación que sufrimos en diversos campos arranca de la desinformación y la difamación sistemática sufrida durante décadas en nuestros países de origen, como la Argentina y Chile. Las dictaduras y sus órganos de “desinformación” fueron tejiendo su red ya desde la época en que se prohibía, encarcelaba, deportaba y asesinaba a nuestros militantes. Aún hoy y en distintas latitudes, se puede pesquisar la persecución que sufrimos no solamente a manos de los fascistas sino también a manos de algunos sectores “bienpensantes”. Y es de observar que a medida que progresan nuestras actividades muchos declamadores de la Paz, rasgan sus vestiduras exigiendo nuestro silencio o  apostrofando a todo grupo o individuo que nos mencione públicamente.
Si bien esos dicterios quedan en el pasado hoy se sigue denigrando la acción no violenta argumentando que nada podrá hacerse, más allá de la declamación, frente a los poderes “reales” que deciden las situaciones del mundo".
En el prólogo a los archivos desclasificados sobre el siloísmo de la DIPBA (Dirección de Inteligencia de la Policía de la Provincia de Buenos Aires),
Julián Axat comenta el origen de tales descalificaciones y su entorno:

En el contexto del onganiato, la presencia de ese misterioso individuo bajo el seudónimo “Silo” quien, como si fuera un Sócrates profeta, se autoconvoca al pie de la montaña a pregonar sobre el sufrimiento y la reconciliación del ser humano consigo mismo, valiéndose –principalmente- de la idea de no violencia, llama de inmediato la atención de la policía y gendarmería de frontera; como así a la ortodoxia católica mendocina. Es decir, se inicia allí esa poderosa atracción por censurar, perseguir, infiltrar y (finalmente) tratar de categorizar a esta agrupación extraña (por si acaso marxista) a la que con el tiempo y con ayuda de otros (especialmente aquellos que luego se apartaron del movimiento) fueron ubicando su impronta en el lugar de “secta”.
Julián Axat: prólogo a los archivos desclasificados de la Dirección de Inteligencia de la Policía de la Provincia de Buenos Aires, 2007, párrafo 12.

Algo no muy distinto a este seguimiento realizado por la DIPBA, es lo que han hecho los llamados especialistas en sectas de esta época, quienes, no sin distinto prejuicio, se han encargado de denostar y encasillar de “secta” al siloísmo, sin tener en cuenta estudios (rigurosos) basados en análisis de documentos, entrevistas en profundidad, trabajo etnográfico de campo y descripción densa; realizados por especialistas en temas de religiosidad popular o sociología de la religión.
(…) El encasillamiento del siloísmo como secta y no como movimiento, o la recurrente idea de “manipulación” o “lavado de cerebros” reproduce las categorizaciones policíacas (…)
Julián Axat: prólogo a los archivos desclasificados de la Dirección de Inteligencia de la Policía de la Provincia de Buenos Aires, 2007, párrafos 20 y 21.

Por otra parte, en varios países han obtenido algún tipo de reconocimiento por parte de instancias oficiales. Ejemplos de ese reconocimiento serían la participación del presidente de Bolivia, Evo Morales, en el Foro Humanista Latinoamericano en La Paz en 2007, la distinción con un doctorado honoris causa de la Academia de Ciencias de Rusia en 1993 a Rodríguez Cobos, el fundador del grupo, o el hecho de que en una sesión parlamentaria de la Asamblea Legislativa de Costa Rica se concediera, a petición de un diputado de la misma, un minuto de silencio a raíz de la muerte de dicho fundador.
El mismo Mario Rodríguez Cobos dio su punto de vista sobre el origen de esta descalificación en una entrevista concedida al periodista Santo Biasatti para El programa de Santo, emitido en el canal argentino de televisión Todo Noticias en agosto de 1996.
En todo caso, ese calificativo se ha propagado, sin investigación contrastada y con notable ligereza, a través de multitud de publicaciones y medios de comunicación; comisiones de investigación de los parlamentos belga y francés; diversas organizaciones políticas, religiosas o laicas; y algunos exmiembros.

### Publicaciones y prensa
Periodistas y autores de diversas vertientes han caracterizado al Movimiento Humanista y sus organizaciones derivadas como secta. Dicho apelativo le ha sido aplicado, sin tener en cuenta estudios rigurosos, en publicaciones escritas por numerosos detractores provenientes de variados campos: estudiosos del fenómeno de las sectas,autores cristianos,ateos,ecologistas,cientistas sociales,psiquiatras,historiadores,revistas académicasy medios de comunicación de España,Francia,Panamá,Argentina,Chiley Uruguay.
Algunos autores se refieren al movimiento directamente como «la secta de Silo».
El grupo apareció descrito como secta ya en 1971 en la revista chilena Ahora, partidaria del gobierno de Salvador Allende. En octubre ese año la generalidad de la prensa de Chile publicó abundante material sobre lo que llamaron «secta Silo», a raíz de la detención de seis dirigentes del grupo, acusados de inducir al abandono de hogar a dos muchachas menores de edad de clase acomodada.
El caso fue especialmente seguido por medios conservadores.
En 2008 aparecería un relato audiovisual de este episodio, narrado por Pía Figueroa ―hermana de una de las niñas que eran menores de edad en 1972― y su padre, Gonzalo Figueroa, en el documental Silo: el sabio de los Andes.
Al año siguiente, en 1972, también se puede encontrar la expresión "secta Silo" en otras fuentes chilenas contrarias al gobierno de Allende.También en 1972, el grupo aparece nombrado como secta en la revista de la Religious Liberty Association, asociación estadounidense de la Iglesia Adventista del Séptimo Día.En el otro extremo del espectro de los medios cristianos, el movimiento se incluye ―bajo el nombre de «siloísmo»― en el listado de sectas publicado por ACI Prensa (Agencia Católica de Informaciones para América Latina).
En 2001, el periódico francés La Dépêche du Midi acusó al grupo de organizar campañas de recaudación de dinero ―a través de una organización de fachada denominada Cyplien― atrayendo a los donantes con el fin supuesto de la ayuda humanitaria a África, sin la existencia de ninguna modalidad de control o comprobación del destino de los dineros.
En 2007, el diario El País (de Madrid), dentro de un reportaje titulado «El universo de los micropartidos», se limita a reseñar ―a propósito del Partido Humanista, surgido del mismo movimiento―, que su «líder espiritual, Mario Rodríguez Cobo, conocido como Silo, [ha sido] acusado reiteradamente de dirigir una secta». En 2011, un informe del periódico ABC, también español, lo califica como «grupo sectario» y «supuesta secta», agregando:

Lo cierto es que practican un desproporcionado culto a la personalidad, más propio de una secta que de una organización política. El colectivo ha sido investigado por el uso de métodos coercitivos, además de por amenazas a exadeptos. Sin embargo, nunca han sido condenados y ellos se defienden asegurando que las acusaciones vienen de sus adversarios políticos. Su ideología, según su propia definición, es de izquierda no marxista.
«Canarias: La huella de las sectas satánicas en las Islas», artículo en el periódico ABC (Madrid), 30 de enero de 2011.

También en España, el periodista Pepe Rodríguez afirmó que el Movimiento Humanista es una secta, incluyendo al grupo, bajo su denominación de "La Comunidad", en un catálogo de estas organizaciones publicado en su libro Las sectas hoy y aquí.

### Comisiones parlamentarias
En instancias institucionales el grupo fue estudiado como posible secta por la Comisión de Investigación sobre sectas de la Asamblea Nacional de Francia en 1996, siendo nombrado en el reporte como una de las organizaciones indagadas. Dicho informe, conocido como «Rapport Guyard», ha sido objeto de estudio en un artículo de Joan Estruch, catedrático de Sociología de la Universidad Autónoma de Barcelona, publicado en la revista Arbor en abril de 2012 por el Consejo Superior de Investigaciones Científicas. En el artículo, llamado "El mundo de las sectas", se cuestionan las conclusiones de dicho informe objetando que:

(El informe Guyard) establece diez criterios que permiten identificar como sectarios a determinados movimientos religiosos. Los diez criterios son los siguientes: «Desestabilización mental; carácter exorbitante de las exigencias financieras; ruptura con el entorno original; atentados contra la integridad física; adoctrinamiento de menores; discurso más o menos antisocial; perturbación del orden público; conflictos judiciales; situación al margen de los circuitos económicos tradicionales; e intentos de infiltración en los poderes públicos».
El informe precisa, además, que basta la presencia de uno solo de estos criterios para poder aseverar que se trata de un grupo sectario. Independientemente del hecho de que la mayor parte de esos criterios se prestan a toda suerte de interpretaciones controvertidas (¿qué es un «discurso más o menos antisocial»?, ¿a partir de qué umbral unas exigencias financieras se convierten en «exorbitantes»?, etc.), me parece en primer lugar que si un solo criterio ha de bastar no existe agrupación religiosa alguna en el mundo que no sea sectaria, y en segundo lugar creo que se trata de criterios que tanto pueden aplicarse a organizaciones religiosas como a todo tipo de grupos y asociaciones no religiosas. Los partidos políticos serían sectas, los clubs de fútbol también, y el ejército sería efectivamente una de las instituciones con mayores méritos para figurar en el libro Guiness por su acopio de criterios típicos de las sectas.
Joan Estruch: «El mundo de las sectas», Revista Arbor, abril de 2012, Consejo Superior de Investigaciones Científicas.

En 1999, el informe de una nueva comisión de la Asamblea Nacional de Francia calificó al Movimiento Humanista como «organización sectaria», agregando que es la segunda de este tipo de agrupaciones que utiliza la legislación francesa para integrarse a la vida política, a través del Partido Humanista.
A raíz de esta investigación, grupos antroposóficos consiguieron un fallo favorable de un tribunal de París en contra del diputado presidente de la comisión, el socialista Jacques Guyard, que fue obligado a pagar 20.000 francos de multa y a indemnizar con 90.000 francos en concepto de daños y perjuicios por haber llamado secta al movimiento antroposófico sin «indagación razonable».
El Consejo de Estado de Francia, rechazó en 2001 la petición de anular el informe, presentada por asociaciones relacionadas con el omismo.
En 1997, el informe de una comisión investigadora de la Cámara de Representantes de Bélgica ubicó al Movimiento Humanista en el número 26 de un listado de 40 grupos, en el que «estudia las prácticas de asociaciones sectarias identificadas por la comisión».

Le troisième chapitre étudie les pratiques des associations sectaires identifiées par la commission: le recrutement, les stratégies de persuasion et l'endocle mode de vie au sein de la secte, la rupture avec le milieu familial et social.

Traducción: ‘El tercer capítulo analiza las prácticas de las asociaciones sectarias identificadas por la comisión: el reclutamiento, las estrategias de la persuasión y la forma de vida dentro de la secta, la ruptura con el entorno familiar y social’.
Informe de la Comisión Investigadora de la Cámara de Representantes de Bélgica

En el mencionado estudio se recopilaron «revelaciones de audiencias cerradas (especialmente de los seguidores, exadeptos y sus familiares)». Estos testimonios recogidos hablan, entre otras cosas, de ejercicios espirituales que parecen inducir la manipulación, de la participación de un niño en actividades de fin de semana sin sus padres y de la importancia que, a juicio de la comisión investigadora, parecen tener los requisitos financieros.
En último caso, las conclusiones del informe de la comisión investigadora de la Cámara de Representantes de Bélgica sobre el Movimiento Humanista de su país no especifican actividad ilegal alguna.
En la Cámara de Representantes de Bélgica, se mencionó al Partido Humanista como una secta que se hacía pasar por un partido político:

Deux sectes se présentent comme des partis politiques à savoir le parti de la loi naturelle et le parti humaniste.

Traducción: ‘Dos sectas se presentan como partidos políticos: el Partido de la Ley Natural y el Partido Humanista’.
Página 21 de la propuesta de ley para crear el CIAOSN (Centro de Información y Asesoramiento sobre Sectas Destructivas), del 15 de abril de 1998.

Posteriormente, en el medio digital voltairenet.org apareció reproducida una carta de Eric Brasseur, director del CIAOSN (Centro de Información y Asesoramiento sobre las Organizaciones Sectarias Nocivas) dependiente del Poder Ejecutivo, aclarando que la investigación parlamentaria no constituye una lista oficial de sectas del Estado belga.
En España, el informe de la Comisión Parlamentaria para el Estudio de las Sectas de 1989 no elaboró un listado de organizaciones específicas.
Sin embargo, la directora de dicha Comisión, la diputada democristiana Pilar Salarrullana, católica practicante, incluyó a este movimiento y varios de sus organismos en un dosier que circuló por el entorno periodístico y fue usado como fuente por parte de los medios informativos.

### Organizaciones
El periódico francés La Dépêche, en un artículo de 2001, publica la opinión del CCMM (Centro Roger Ikor contra las Manipulaciones Mentales, organización laica francesa, centrada en la lucha contra las sectas y diversas formas de manipulación mental), que en su libro Les sectes, état d’urgence (‘las sectas, estado de emergencia’) acusa al Movimiento Humanista, debido a que, en su opinión, utiliza «técnicas manipulatorias [...] desde los primeros contactos», en el marco del reclutamiento de nuevos miembros.
El Centro Roger Ikor también caracteriza al grupo como una «organización internacional estructurada autoritariamente».
Esteban Cabal Riera, dirigente y candidato de Los Verdes, en su libro Historia de los Verdes mantiene los siguientes supuestos:
- Que la organización fomentaría secretamente entre algunos de sus miembros la realización de «goles al sistema» (pequeñas estafas, boicots, extorsiones, etc.). Esta actividad se justificaría con la creencia de que se avecina una solución apocalíptica para los horrores de la sociedad humana, que a ese desastre sobrevivirán los prosélitos y que, por tanto, resultaría preferible precipitar dicha situación de colapso por medio de actividades de sabotaje y generación de entropía.[76][77]
- Que centrarían su actividad disruptiva en organizaciones progresistas y de beneficencia, por ser a las únicas que tienen real acceso, en virtud del discurso público ―progresista― de la organización.
- Que habrían intentado coptar y manipular subterraneamente organizaciones externas cercanas al ecologismo.[78]
- Que estarían financiados por la CIA.[79]

También Juantxo Domínguez, candidato de Los Verdes en el País Vasco, diputado por Izquierda Unida/Ezker Batua-Berdeak en la legislatura 1994-1998 y actualmente presidente de una asociación para la prevención sectaria, RedUNE, ha atribuido intenciones ocultas a iniciativas del Movimiento Humanista o de sus organismos, como la Marcha Mundial por la Paz y la No Violencia.
Por su parte, mostrando disensión en el interior de dicho partido verde, Ángel Francisco Rodríguez Barreda, uno de los «históricos» del ecologismo español (impulsor y firmante del Manifiesto de Tenerife en 1983) declaraba que la ausencia de autocrítica es lo que llevaría a culpar a los humanistas de la falta de unidad y de resultados electorales de Los Verdes en España.
En mayo de 2011, se publicó en Madrid un libro recopilatorio sobre el 15M editado por Fernando Cabal Riera. Entre los artículos y opiniones se incluye uno de Benjamín Balboa que presenta al Partido Humanista como un troyano o gusano informático instalado en la Spanish Revolution.

### Exmiembros
El movimiento es catalogado como secta en testimonios autobiográficos de antiguos miembros del grupo. Se usa esta palabra, por ejemplo, en el libro de memorias El señor de los venenos, publicado en 2004 por el escritor argentino Enrique Symns (1946-), quien integró la agrupación.
Otro tanto sucede en el libro testimonial de María London, escritora chilena radicada en Francia, Cuatro entraron al paraíso, relato centrado en su experiencia de pasar por el grupo.
Lázaro Covadlo, escritor argentino residente en España y antiguo miembro del movimiento, ha dedicado amplios pasajes de sus obras Conversaciones con el monstruo y La bodrioteca de Covadlo a la crítica y sátira de la organización. Entre muchas otras cosas, Covadlo caracteriza al Movimiento Humanista como una «iglesia caníbal», argumentando que «si la vida es tiempo, quien te roba el tiempo te asesina un poco».
En sentido opuesto, otro antiguo miembro del Movimiento Humanista, J. D. Snyder, declaró en 2002 que «nunca se ha arrepentido del tiempo que estuvo en el Movimiento» y que «referirse a la meditación, al trabajo personal con la atención, etc., como algo raro o sectario le parece un intento velado de desacreditar a los siloístas».